# Lobelia niihauensis
Lobelia niihauensis är en klockväxtart som beskrevs av Harold St. John.
Lobelia niihauensis ingår i släktet lobelior och familjen klockväxter. Inga underarter finns listade i Catalogue of Life.